# Cal Ginc
Cal Ginc és un masia situada al municipi de Llobera, a la comarca catalana del Solsonès.